# Normand Léveillé
Normand „Norm“ Léveillé (* 10. Januar 1963 in Montréal, Québec) ist ein ehemaliger kanadischer Eishockeyspieler, der im Verlauf seiner aktiven Karriere zwischen 1979 und 1982 unter anderem 75 Spiele für die Boston Bruins in der National Hockey League (NHL) auf der Position des linken Flügelstürmers bestritten hat. Léveillés Karriere endete bereits im Alter von 19 Jahren, als es während eines NHL-Spiels im Oktober 1982 infolge eines zerebralen Aneurysmas zu einer Hirnblutung kam.

## Karriere
Léveillé verbrachte seine Juniorenzeit zwischen 1979 und 1981 bei den Saguenéens de Chicoutimi in der Ligue de hockey junior majeur du Québec (LHJMQ). In seiner Rookiesaison gelangen dem linken Flügelstürmer in 60 Spielen insgesamt 36 Scorerpunkte. Bereits im folgenden Spieljahr steigerte er sich auf 101 Punkte, wofür er 72 Partien benötigte. Darunter befanden sich 55 Tore, die auch dazu führten, dass er sich am Saisonende im Second All-Star Team der LHJMQ wiederfand. Ebenso wurde Léveillé im NHL Entry Draft 1981 bereits an der 14. Position der ersten Runde von den Boston Bruins aus der National Hockey League (NHL) ausgewählt. Bis dato war er der jüngste Spieler, der jemals in einem Draft von den Bruins ausgewählt worden war.
Zur Saison 1981/82 gelang dem 18-Jährigen auf Anhieb der Sprung in den Kader Bostons. Trotz einer früh in der Spielzeit erlittenen Zerrung des linken Innenbands, die ihn einen Monat außer Gefecht setzte, absolvierte Léveillé insgesamt 66 der 80 Saisonspiele. Dabei gelangen ihm 33 Scorerpunkte und er wies eine Plus/Minus-Statistik von +16 auf, womit er sich im NHL-Aufgebot etablierte. In den Stanley-Cup-Playoffs 1982 kam er jedoch nicht zum Einsatz. Zum Beginn des Spieljahres 1982/83 sammelte der Flügelstürmer in seinen ersten acht Einsätzen insgesamt neun Punkte, ehe er im neunten Saisonspiel bei den Vancouver Canucks in der ersten Drittelpause über Schwindelgefühle klagte. Léveillé verlor schließlich im Beisein des Teamarztes das Bewusstsein und wurde daraufhin – nach Beratung mit dem Teamarzt Vancouvers – ins Vancouver General Hospital gebracht. Dort wurde eine Hirnblutung diagnostiziert, hervorgerufen durch ein zerebrales Aneurysma. In einer siebenstündigen Notoperation retteten die Ärzte das Leben des Kanadiers, der in der Folge drei Wochen im Koma lag und seine Profikarriere beenden musste.

## Erfolge und Auszeichnungen
- 1981 LHJMQ Second All-Star Team
- 1983 Sperrung der Trikotnummer 16 durch die Saguenéens de Chicoutimi

## Karrierestatistik
(Legende zur Spielerstatistik: Sp oder GP = absolvierte Spiele; T oder G = erzielte Tore; V oder A = erzielte Assists; Pkt oder Pts = erzielte Scorerpunkte; SM oder PIM = erhaltene Strafminuten; +/− = Plus/Minus-Bilanz; PP = erzielte Überzahltore; SH = erzielte Unterzahltore; GW = erzielte Siegtore; 1 Play-downs/Relegation; Kursiv: Statistik nicht vollständig)